# Fontenailles (Yonne)
Fontenailles korábbi község (település) Franciaországban, Saône-et-Loire megyében. 2017. január 1-jén Taingy és Molesmes községgel egyesült és Les Hauts de Forterre új község része lett.
Lakosainak száma 66 fő (2018. január 1.). Fontenailles Merry-Sec, Courson-les-Carrières, Molesmes és Ouanne községekkel határos.

## Népesség
A település népességének változása:
| Lakosok száma | 68   | 66   | 68   | 66   |
|               | 2013 | 2015 | 2017 | 2018 |